# Пі-Ді
Пі-Ді, Велика Пі-Ді (англ. The Pee Dee River, Great Pee Dee River) — річка у штатах Північна і Південна Кароліна. Починається в Аппалачах (у верхів'ях називається Ядкин). Впадає у затоку Віньяо Атлантичного океану біля Джорджтауна. Довжина - 375 км.
Названа за індіанським народом Пі-Ді.
У південній частина річки за колоніальний період культивувався рис. Вирощування рису занепало після скасування рабства і руйнування решти системи каналів ураганами на початку 20 сторіччя.

## Каскад ГЕС
На річці розташовано ГЕС Tuckertown, ГЕС Нарроуз, ГЕС Фолс, ГЕС Тіллері, ГЕС Blewett Falls.